# شاشي ديشباند
شاشي ديشباند (بالإنجليزية: Shashi Deshpande)‏ (1938 في الهند)؛ كاتِبة مُتخصِّصة في أدب الأطفال، صحفية وروائية هندية.

## روابط خارجية
- شاشي ديشباند على موقع IMDb (الإنجليزية)